# Fender Jazz Bass
Der Jazz Bass, kurz auch J-Bass genannt, ist ein E-Bass-Modell des US-amerikanischen Instrumentenherstellers Fender Musical Instruments Corporation. Das Modell wurde 1960 erstmals vorgestellt und stellte eine weiterentwickelte Alternative zum neun Jahre älteren Modell Fender Precision Bass dar. Der Jazz Bass ist eines der meistverbreiteten E-Bass-Modelle.

## Allgemeines
Der Jazz Bass unterscheidet sich vom Precision Bass vor allem in der elektrischen Ausstattung, durch einen schmaleren Hals und durch die stärker asymmetrische Form des Korpus. Markant ist die Verwendung zweier einspuliger, im Wesentlichen gleicher Tonabnehmer (Single Coils). Die Position der Tonabnehmer ist so gewählt, dass sich die jeweilige Gewichtung von Tiefen und Mitten stark voneinander unterscheidet. Sie können gemeinsam betrieben und unabhängig in ihrer Lautstärke eingestellt werden. Auch die Phasen der erzeugten elektrischen Signale sind verschieden. Durch die Mischung der Signale beider Tonabnehmer sind somit verschiedene Klangfärbungen am Instrument einzustellen. Gleichartige Effekte sind zum Teil auch über die Spielweise darstellbar. Charakteristisch, allerdings manuell nicht nachzubilden ist die etwa gleichlaute Mischung der Tonabnehmer, die wegen Phasenauslöschung zu abgesenkten Mitten führt. Das und ein ausgeprägter Kammfiltereffekt dürfte für den gesuchten „growl“ im Klang dieses Modells verantwortlich sein.
Die einzelnen Tonabnehmer sind im Gegensatz zu dem des Precision Bass nicht brummunterdrückend. Durch die gleichgewichtete Zusammenschaltung mittels der Lautstärkesteller lässt sich diese Eigenschaft aber wiederherstellen, wenngleich die Unterdrückung im höheren Frequenzbereich hinter der des Split-Coil-Tonabnehmers des Precision Bass’ zurückbleibt.
Der Jazz Bass wurde zunehmend häufiger verkauft als sein Vorgänger, der Precision Bass. Wie der letztere wird der Jazz-Bass bis heute vielfach variiert und kopiert. Teils eher schlicht, preisoptimiert, teils als Modernisierungen auch von Fender selbst mit aktiver Elektronik bis hin zu kostspieligen Einzelanfertigungen unabhängiger Manufakturen. Die Verwendung zweier oder mehrerer Tonabnehmer in einer Bassgitarre, damit ein spezieller Klang schon am Instrument eingestellt werden kann, ist heute üblich.
Weitere Entwicklungen von Leo Fender nach dem Jazz Bass im Bereich E-Bass waren in den 1960er-Jahren das Modell Fender V (ein Fünfsaiter in Jazz-Bass-Form, jedoch mit einem einzelnen Split-Coil-Tonabnehmer ähnlich wie beim Fender Precision Bass), der Fender Bass VI (der zu den Baritongitarren gezählt wird), ab 1976 das Modell Music Man StingRay, sowie ab 1980 weitere E-Gitarren und E-Bässe bei dem von L. Fender mitgegründeten Musikinstrumentenbau-Unternehmen G&L.

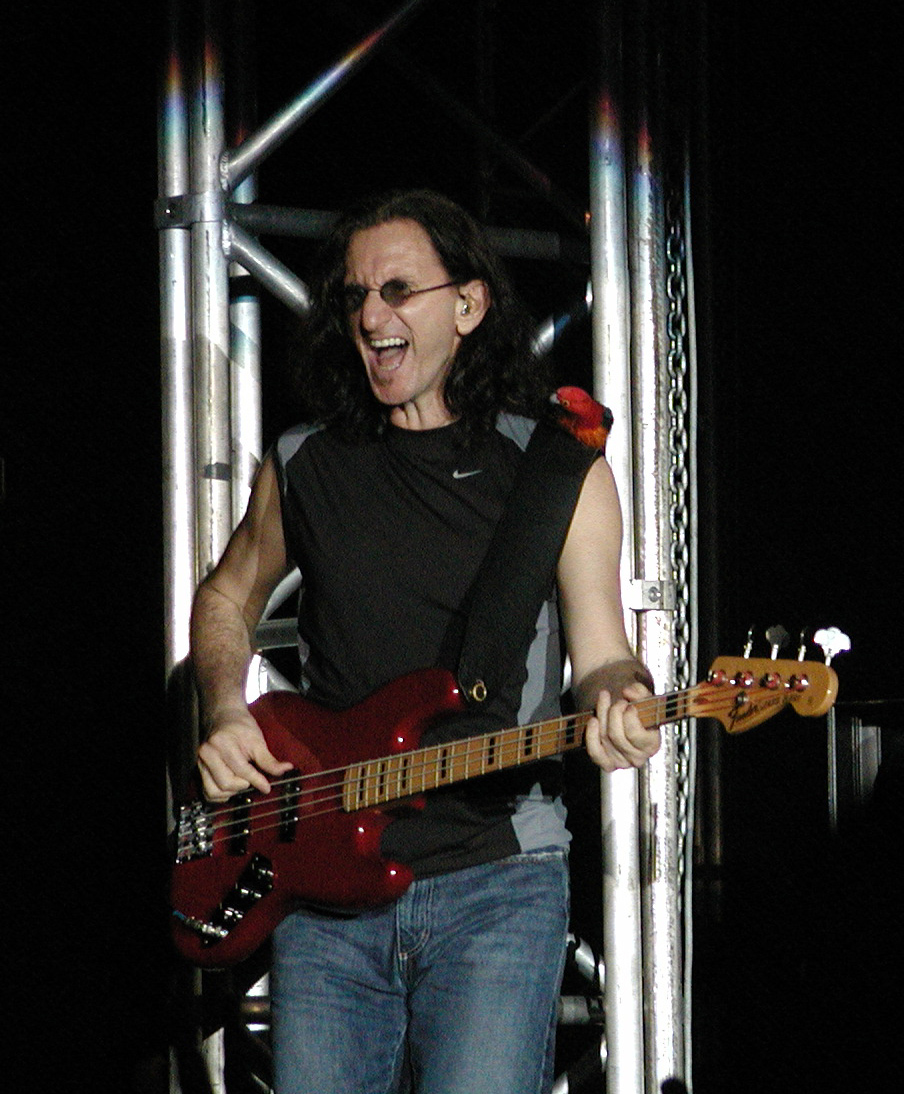
Geddy Lee von der Rockband Rush mit einem Fender Jazz Bass

## Konstruktion
Der Jazz Bass hat in seiner klassischen Form (1960 bis ca. 1970) einen Korpus aus Erlenholz mit einem angeschraubten Hals aus Ahornholz. Vereinzelt kam auch Eschenholz für den Korpus zum Einsatz. Das Griffbrett aus Palisander ist mit zwanzig Bünden versehen. Die Mensur beträgt 864 mm (34 Zoll).
Für die ersten Modelle von 1960 bis 1962 waren zwei konzentrische Doppelstock-Potentiometer (Stacked-Knob-Pots) kennzeichnend, mit denen für jeden Tonabnehmer einzeln Lautstärke und Höhen geregelt werden konnten. Nach 1962 verwendete man die bis heute übliche Konfiguration mit zwei Lautstärkereglern und einem Tonregler für beide Tonabnehmer zusammen. In den ersten Jahren waren unter der Stegabdeckung Saitendämpfer aus Gummi montiert, um einen kontrabassartigen Klang erzeugen zu können.
Der Steg selbst ist eine einfache Konstruktion aus einem auf den Korpus geschraubten Blechwinkel, an dem vier Saitenreiter aus Stahl, in Höhe (Saitenlage) und Tiefe (Oktavreinheit) justierbar, angebracht sind. Der Sattel des Modells bestand traditionell aus Knochen, heutzutage wird synthetisches Knochenmaterial verwendet.
Der Korpus der klassischen Modelle hat eine Nitro-Lackierung – typischerweise in schwarz, weiß oder in einem dreistufigen Farbverlauf (von schwarz über rot zu klarem Lack, bekannt als 3-Tone-Sunburst) – kombiniert mit einem rötlich-braunen Schlagbrett in Schildpatt-Optik (Tortoise Pickguard). Andere Farben – Blau- oder Rosa-Metallic – waren eher Randerscheinungen. Der Nitrolack hat die Eigenschaft über die Jahre matt und spröde zu werden, was den heute häufigen abgenutzten Charme alter Fenderinstrumente aus den 60er Jahren erklärt.
Um 1970 tauchten zuerst die typischen „70er-Jazz-Bässe“ auf. Man begann, das Design des Jazz-Basses leicht zu verändern und dem Zeitgeist anzupassen. So wurde vor allem das Griffbrett nun mit einer Einfassung (Binding) und großen Block-Einlagen (Inlays) versehen. Zum ersten Mal tauchten nun auch häufig Griffbretter aus Ahornholz auf, bei denen die Bundmarkierungen entweder schwarz oder aus hellem Perlmutt (wie bei den Palisandergriffbrettern) waren.
Der Hals wurde mit einer neuen Dreipunkt-Micro-Tilt-Verschraubung versehen, mit der man den Halswinkel justieren konnte, ohne gleich den ganzen Hals abnehmen zu müssen, wie bei der vorher üblichen Vierpunktverschraubung. Weitere Merkmale waren der nun an der Kopfplatte gelegene Zugang zum Halsspannstab („Bullet-Trussrod“) und die verschobene Daumenstütze (oberhalb der Saiten statt unterhalb). Für den Korpus verwendete man nun bevorzugt Eschenholz, das gerne in transparenter Natural-Lackierung präsentiert wurde. Die „altmodischen“ Tortoise Pickguards wichen weißen oder schwarzen.
Zwar ließ in den 1970er-Jahren die Qualität der Instrumente nach (Leo Fender hatte seine Firma 1965 an den Konzern CBS verkauft), doch die Optik und der Klang von „70er-Jazz-Bässen“ (die Ahorn/Esche- statt Palisander/Erle-Kombination machte den Jazz Bass drahtiger und präsenter im Klang) sind heute sehr gefragt.
In den 1980er-Jahren änderte sich die Firmenpolitik – CBS setzte ein neues Management ein. Die Produktreihen wurden modernisiert und viele Modellreihen neu oder wieder eingeführt (Vintage Reissues der 60er- und 70er-Jazz-Bässe, Deluxe-Modelle mit aktiver Elektronik, Fünfsaiter). Bis heute ist diese Vielfalt an Optionen die gleiche geblieben.

## Prägende Fender-Jazz-Bass-Spieler
Viele einflussreiche Bassisten, auch Paul McCartney (etwa bei den Aufnahmen zu Band on the Run 1973 in Nigeria), haben in ihrer Karriere einen Fender Jazz Bass gespielt; einige von ihnen bekamen von Fender ein oder (in Ausnahmefällen) mehrere Sondermodelle gewidmet. Jedoch hatten nur wenige Bassisten durch die Modifikationen, die sie an ihrem Jazz Bass vornahmen oder vornehmen ließen – individuelle Änderungen, die von Fender ganz oder teilweise übernommen wurden – beziehungsweise durch eine direkte Zusammenarbeit mit Fender Einfluss auf die Weiterentwicklung des E-Bass-Modells. Zu diesen Bassisten zählen
- Jaco Pastorius (USA, 1951–1987). Er wurde in den 1970er-Jahren einem größeren Publikum bekannt als Bassist der Fusion-Band Weather Report. Aus dem Palisander-Griffbrett seines 1962er-Jazz Bass entfernte er die Bundstäbchen, um auf dem so entstandenen Fretless-Bass seine virtuosen Spieltechniken besser anwenden zu können. Außerdem entfernte er das Schlagbrett, was weiter zum charakteristischen Erscheinungsbild seines Basses beitrug. Pastorius, der als einer der weltweit einflussreichsten E-Bassisten gilt, nannte seinen Fender Jazz Bass Bass of Doom. Nach dem Tod von Pastorius gab Fender mehrere Jazz-Bass-Modelle heraus, die dem Instrument des Musikers nachgebildet sein sollen. Ein Beispiel dafür ist der im Jahr 1999 erschienene Jaco Pastorius Signature J-Bass, der sowohl mit als auch ohne Bundstäbchen erhältlich war.[2]
- Marcus Miller (USA, * 1959), bekannt geworden in den 1980er-Jahren durch seine Zusammenarbeit mit dem Jazz- und Fusion-Trompeter und -Komponisten Miles Davis. Miller ließ die Elektronik seines Fender Jazz Bass modifizieren, um für seine virtuose Slap-Technik erweiterte Möglichkeiten zur Einstellung des Klangs zu bekommen. Auf der Grundlage dieses modifizierten Instruments entwickelte Fender für den Musiker in den 1990er-Jahren ein Signature-Modell, den Marcus Miller Jazz Bass.[2]
- Stuart Hamm (USA, * 1960). Im Jahr 1993 entwickelte Fender gemeinsam mit dem Bassisten ein stark modifiziertes Jazz-Bass-Sondermodell mit dem Namen Urge. Das Modell verfügt über 24 Bünde, eine 32 Zoll messende Short-Scale-Mensur, einen zusätzlichen Split-Coil-Tonabnehmer sowie über eine aktive Elektronik. 1999 erschien mit dem Urge II eine Longscale-Version des Modells.[3]